# Albert Geoffroy Saint-Hilaire
Albert Geoffroy Saint-Hilaire ( 1835- 1919) fue un naturalista zoólogo francés, hijo de Isidore Geoffroy Saint-Hilaire y de su esposa Louise Blacque-Belair.
En 1854, Isidore Geoffroy Saint-Hilaire funda la "Sociedad de Aclimatación de Francia", donde es elegido presidente. Su hijo, Albert Geoffroy Saint-Hilaire, dirige dicho jardín.
Completó su Bachiller en Ciencias en 1855, estaba preocupado por el "Jardín Zoológico de Aclimatación", que abrió sus puertas el 9 de octubre de 1860, del cual fue asistente del director, y luego director en 1865. Fue más un administrador que científico, haciendo del Jardín Zoológico un lugar muy atractivo, logrando que un cuarto de millón de personas, lo visitara para ver más de 5.000 animales.
La institución cerró durante la Guerra Franco Prusiana en 1870-1871 y reabrió posteriormente en 1877 y hasta 1912, dicho Jardín fue convertido en uno de "Aclimatación Antropológica", donde se exhibieron, con tratamiento de animales, humanos inuits lapónes, selknams, kawésqars, mapuches y africanos.

## Obra
1. Albert Geoffroy Saint-Hilaire. 1872. Les differentes importations des mélipones. Bull. Soc. Acclim., París, vol. 19 (ser. 2, vol. 9), pp. 390-391

1. Pierre Amédée Pichot, Albert Geoffroy Saint-Hilaire. 1873. Le jardin d'acclimatation illustré: animaux et plantes. Jardin zoologique d'acclimatation (París, Francia)

1. Albert Geoffroy Saint-Hilaire. 1857. Rapport sur les races ovines et caprines de l'Algérie. Editorial: París : Société impériale zoologique d'acclimatation, 1857

1. E. Roullier-Arnoult; E. Arnoult; Albert Geoffroy Saint-Hilaire; Eugène Gayot. 1878. Guide pratique illustré pour l'éclosion et l'élevage artificiels des oiseaux de chasse et de basse-cour par les hydro-incubateurs et hydro-mères Roullier et Arnoult, de Gambais-lez-Houdan (Seine-et-Oise). París: impr. Laloux fils & Guillot, 1878

## Honores
- Caballero de la Legión de Honor[2]